# 펠릭스 호세
도밍고 펠릭스 안두하르 호세(스페인어: Domingo Félix Andújar José, 1965년 5월 2일 ~ )는 도미니카 공화국의 야구 선수이다. 전 미국 독립 리그인 노던 리그 소속의 샤움버그 플라이어스의 선수이자, 현 미국 메이저리그 워싱턴 내셔널스의 타격코치다.
1991년 세인트루이스 카디널스 소속 당시 메이저리그 올스타에 뽑혔다. 1999년 외국인 선수 트라이아웃을 통해 롯데 자이언츠에 입단했다. 그 해 플레이오프 5차전에서 투수 임창용을 상대로 끝내기 3점 홈런을 친 호세는, 같은 시리즈 플레이오프 7차전 삼성 라이온즈와의 경기에서 투수 노장진을 상대로 1점 홈런을 치고 덕아웃에 들어와 선수들과 환호하는 순간 흥분한 대구 관중이 던진 물병과 라면 국물, 음식 찌꺼기를 음낭 등을 중요 부위에 맞고 격분하여, 관중석을 향해 방망이를 내던져 퇴장당했다. 또한 2001년 9월 18일 마산 삼성전에서 상대 투수 배영수는 정면승부를 피하면서 위협구, 고의사구를 던졌고 다음 타자에서도 위협구, 고의사구 등을 던지자 이에 분노한 호세는 주먹으로 배영수의 왼쪽 뺨을 강타했다. 당시 롯데는 8경기를 남겨 놓고 있었는데, 호세는 이 사건으로 잔여 경기 출장 정지 처분을 받았다. 이 때, 이 행동이 여러 패러디 '영쑤! 돈 두댓!' 이라고 만들어지면서 네티즌들에게 웃음을 산 바도 있다. 2006년 8월 5일 문학 SK전에서는 투수 신승현의 빈볼에 맞아 시비가 붙어 난투극이 일어나기도 했는데, 이 때 신승현은 호세를 피해 도망갔다가 덕아웃에서 배트를 들고 나오는 비신사적인 행동을 보여 주기도 했다. 비록 사건 사고가 많았던 선수였지만, 화끈한 기질로 롯데 자이언츠 팬들 사이에서 많은 사랑을 받은 선수였다.
2002년 메이저리그 팀 몬트리올 엑스포스와의 이중 계약으로 롯데 자이언츠와의 재계약이 취소된 후 4년 만에 롯데 자이언츠에 복귀하여 22홈런을 기록했지만, 2007년 전지훈련 도중 아킬레스건 부상으로 4월 13일에야 겨우 1군에 올라왔고 1홈런 타율 2할 5푼 6리, 12타점에 그치는 노쇠화를 보여 2007년 5월 11일 웨이버 공시되었다. 웨이버 공시되어 대한민국을 떠나게 되었을 때 호세 본인은 삼성 라이온즈와의 사건이 있었던 1999년 플레이오프 7차전이 가장 기억에 남는다고 회고했다.
배영수 폭행 사건으로 징계를 받은 호세는 남은 경기에 출장할 수 없게 되어 사건 다음 날인 2001년 9월 19일 1군에서 말소되었는데, 호세 대신 1군에 등록된 선수는 훗날 롯데의 대표적인 오른손 강타자가 되는 이대호다. 즉, 호세는 이대호가 1군에 올라온 계기가 되었으며, 두 사람은 롯데 자이언츠를 대표하는 강타자로 역사에 남게 된다.
롯데를 떠난 직후 2007년 멕시칸 리그에서 약물 복용 혐의(스테로이드)로 50경기 출장 정지가 선언되었으며, 2009년 미국의 독립 리그인 노던 리그 소속의 샤움버그 플라이어스에서 활동한 후 현역에서 은퇴했다. 은퇴 후에는 현재는 개인 사업을 하고 있고, 롯데 자이언츠 구단이 2013년 6월 26일 사직야구장에서 열리는 '응답하라 1999' 챔피언스 데이 행사를 맞아 그를 초청하기로 하였다.

## 루머
- 호세가 롯데 자이언츠에 다시 복귀했을 당시, 배영수는 롯데를 상대로 연승 중이였으나, 호세 복귀 경기 당시 패배하면서 호세가 돌아오자 배영수가 약해졌다는 농담이 붙기도 하였으며, 또한, 호세에게 안면을 구타당한 충격에 아직도 호세를 두려워한다는 루머도 퍼진 적이 있다.

## 주요 기록
- 2001년 역대 1시즌 최고 출루율 (0.503)
- 2001년 장타율 1위 (0.695)
- 1999년 골든 글러브 (외야수 부문)
- 1999년 KBO 리그 통산 1만호 홈런 (사직야구장)
- 1경기 좌우타석 홈런 (1999년 5월 29일 전주 쌍방울전 - 4회(좌), 8회(우))
- 역대 최고령 출장 타자(만 42세 8일, 2007년 5월 10일, 문학 SK전)
- 역대 최고령 홈런(만 42세 8일, 2007년 5월 10일, 문학)
- 역대 최초 2경기 연속 만루홈런 (1999년 6월 20일 ~ 6월 21일 사직 한화전)
- 63경기 연속 출루 신기록 (2001년 6월 17일 ~ 2002년 4월 8일)

## 통산기록

### MLB
메이저 리그에서는 부진한 성적으로 2년동안 단 14개의 홈런밖에 치지 못했다 결국 그는 무려 4번이나 방출당했고 그의 코칭실력을 알아본 워싱턴이 그를 코치로 영입했다

### 연도별 타격 성적
| 연도        | 소속        | 경 기 | 타 석 | 타 수 | 득 점 | 안 타 | 2 루 타 | 3 루 타 | 홈 런 | 루 타 | 타 점 | 도 루 | 도루 실패 | 희생 타 | 희생 플라이 | 볼 넷 | 고의 사구 | 4 구 | 삼 진 | 병 살 타 | 타 율 | 출 루 율 | 장 타 율 | O P S |
| ----------- | ----------- | ----- | ----- | ----- | ----- | ----- | ------- | ------- | ----- | ----- | ----- | ----- | --------- | ------- | ----------- | ----- | --------- | ---- | ----- | -------- | ----- | -------- | -------- | ----- |
| 1988년      | OAK         | 8     | 6     | 6     | 2     | 2     | 1       | 0       | 0     | 3     | 1     | 1     | 0         | 0       | 0           | 0     | 0         | 0    | 1     | 0        | .333  | .333     | .500     | .833  |
| 1989년      | OAK         | 20    | 61    | 57    | 3     | 11    | 2       | 0       | 0     | 13    | 5     | 0     | 1         | 0       | 0           | 4     | 0         | 0    | 13    | 2        | .193  | .246     | .228     | .474  |
| 1990년      | OAK/STL     | 126   | 458   | 426   | 54    | 113   | 16      | 1       | 11    | 164   | 52    | 12    | 6         | 2       | 1           | 24    | 0         | 5    | 81    | 9        | .265  | .311     | .385     | .696  |
| 1991년      | STL         | 154   | 625   | 568   | 69    | 173   | 40      | 6       | 8     | 249   | 77    | 20    | 12        | 0       | 5           | 50    | 8         | 2    | 113   | 12       | .305  | .360     | .438     | .798  |
| 1992년      | STL         | 131   | 551   | 509   | 62    | 150   | 22      | 3       | 14    | 220   | 75    | 28    | 12        | 1       | 0           | 40    | 8         | 1    | 100   | 9        | .295  | .347     | .432     | .779  |
| 1993년      | KCR         | 149   | 539   | 499   | 64    | 126   | 24      | 3       | 6     | 174   | 43    | 31    | 13        | 1       | 2           | 36    | 5         | 1    | 95    | 2        | .253  | .303     | .349     | .652  |
| 1994년      | KCR         | 99    | 403   | 366   | 56    | 126   | 28      | 1       | 11    | 174   | 55    | 10    | 12        | 0       | 2           | 35    | 6         | 0    | 75    | 9        | .303  | .362     | .475     | .838  |
| 1995년      | KCR         | 9     | 32    | 30    | 2     | 4     | 1       | 0       | 0     | 5     | 1     | 0     | 0         | 0       | 0           | 2     | 0         | 0    | 9     | 1        | .133  | .188     | .167     | .354  |
| 2000년      | NYY         | 20    | 32    | 29    | 4     | 7     | 0       | 0       | 1     | 10    | 5     | 0     | 1         | 0       | 1           | 2     | 0         | 0    | 9     | 1        | .241  | .281     | .345     | .626  |
| 2002년      | ARI         | 13    | 25    | 19    | 5     | 5     | 0       | 0       | 2     | 11    | 4     | 0     | 0         | 0       | 2           | 4     | 0         | 0    | 8     | 1        | .263  | .360     | .579     | .939  |
| 2003년      | ARI         | 18    | 24    | 18    | 1     | 6     | 1       | 0       | 1     | 10    | 6     | 0     | 0         | 0       | 0           | 6     | 1         | 0    | 3     | 1        | .333  | .500     | .566     | 1.066 |
| 통산 : 11년 | 통산 : 11년 | 747   | 2756  | 2527  | 322   | 708   | 135     | 14      | 54    | 1033  | 324   | 102   | 57        | 3       | 13          | 203   | 28        | 9    | 507   | 50       | .280  | .334     | .409     | .743  |

- 2012년 기준, 굵은 글씨는 시즌 최고 성적.

| 연도       | 소속       | 경 기 | 타 수 | 득 점 | 안 타 | 2 루 타 | 3 루 타 | 홈 런 | 루 타 | 타 점 | 도 루 | 도루 실패 | 볼 넷 | 4 구 | 삼 진 | 병 살 타 | 타 율 | 출 루 율 | 장 타 율 | O P S |
| ---------- | ---------- | ----- | ----- | ----- | ----- | ------- | ------- | ----- | ----- | ----- | ----- | --------- | ----- | ---- | ----- | -------- | ----- | -------- | -------- | ----- |
| 1999년     | 롯데       | 132   | 462   | 93    | 151   | 29      | 3       | 36    | 294   | 122   | 12    | 3         | 79    | 5    | 119   | 8        | .327  | .000     | .000     | 0.000 |
| 2001년     | 롯데       | 117   | 367   | 90    | 123   | 20      | 2       | 36    | 255   | 102   | 7     | 4         | 127   | 1    | 72    | 4        | .335  | .503     | .695     | 1.198 |
| 2006년     | 롯데       | 122   | 415   | 59    | 115   | 21      | 0       | 22    | 202   | 78    | 3     | 2         | 84    | 2    | 83    | 13       | .277  | .000     | .000     | .000  |
| 2007년     | 롯데       | 23    | 86    | 5     | 22    | 4       | 0       | 1     | 29    | 12    | 0     | 0         | 14    | 0    | 12    | 3        | .256  | .000     | .000     | .000  |
| 통산 : 4년 | 통산 : 4년 | 394   | 1330  | 247   | 411   | 74      | 5       | 95    | 780   | 314   | 22    | 9         | 304   | 8    | 286   | 28       | .309  | .000     | .000     | 0.000 |

- 2013년 기준, 굵은 글씨는 시즌 최고 성적. 붉은색 글씨는 한국프로야구 역사상 최고 성적.
- 1999년 타격 9위, 득점 9위, 최다안타 10위, 홈런 5위, 타점 2위, 볼넷 6위
- 2001년 타격 4위, 득점 7위, 홈런 2위, 타점 3위, 볼넷 1위
- 2006년 홈런 2위, 타점 4위, 볼넷 2위